# آزاثيوبرين
آزاثيوبرين (بالإنجليزية: Azathioprine)‏ هو الدواء التماثلية البيورين مناعة. فهو يستخدم لمنع رفض العضو بعد زرع الأعضاء وعلاج مجموعة واسعة من أمراض المناعة الذاتية، بما في ذلك التهاب المفاصل، والفقاع، مرض التهاب الأمعاء (مثل مرض كرون والتهاب القولون التقرحي)، والتصلب المتعدد، والتهاب الكبد الذاتية، والاكزيما الوهن العضلي الوبيل، التهاب النخاع والعصب بصريات، تقييدا أمراض الرئة، وغيرها.
أما بنسبة لمرض الكرونز فيقوم بتقليل المناعة التي تحارب الجزء الملتهب في الأمعاء وذلك لما تقوم به المناعة من عدم قبول هذا الجزاء وهذا الدواء يقوم بإقناعه أن هذا الجزء يتبع للجسم.
من أشهر أعراضه الجانبية انه يرفع من معدل أنزيمات الكبد فيحظر لمن لديه أنزيمات الكبد عالية وعموما لم يعد يستخدم بنفس القوة منذ صدور الmycophenolate mofitil
أزاتيوبرين (Azathioprine) هو دواء مثبط للمناعة يستعمل بحالة زرع الأعضاء وأمراض المناعة الذاتية، ويصنف ضمن مشابهات البورين.
تم اصطناعه كمضاد سرطان وكطليعة لمركابتوبورين في 1957، واستعمل بشكل واسع كمثبط مناعة لأكثر من 50 سنة.
يودي آزاثيوبرين دور طليعة دواء للمركابتوبورين، ويثبط الأنزيم الضروري لاصطناع الـ DNA. لذلك يأثر بشدة على الخلايا التوالدية، مثل خلايا النظام المناعي T وB.
التأثير الجانبي الرئيسي له هو كبح نقي العظم، وهو مهدد للحياة، خاصة عند الأشخاص المصابين بعوز وراثي لأنزيم ثيوبورين S ميتيل ترانسفيراز.
وتم إدارجه في المجموعة 1 للمسرطنات (مسرطن للبشر) من قبل الوكالة العالمية لأبحاث السرطان.
ينتج من قبل العديد من المصنعين تحت أسماء تجارية مختلفة (Azasan by Salix in the U.S., Imuran by GlaxoSmithKline in Canada, the U.S., Australia, Ireland and the United Kingdom, Azamun in Finland and Imurel in Scandinavia and France, among others).

## الاستخدامات الطبية
- يستخدم الآزاثيوبرين بمفرده أو بالمشاركة مع مثبطات المناعة لمنع الرفض بعد زرع الأعضاء، ولمعالجة مجموعة من أمراض المناعة الذاتية بما فيها التهاب المفاصل الروماتويدي، الفقاع، الذئبة الحمامية الجهازية، داء بهجت (التهاب أوعية العين والفم) وغيرها من أشكال التهاب الأوعية الدموية، والتهاب الكبد بالمناعة الذاتية، والتهاب الجلد التأتبي، الوهن العضلي الوبيل، التهاب النخاع والعصب البصري، وأمراض الجهاز التنفسي، وغيرها.
- إنه أيضاً علاج هام وعامل مدّخر للستيروئيد steroid-sparing في مرض التهاب الأمعاء (مثل داء كرون والتهاب الكولون التقرحي) وفي مرض التصلب المتعدد، والذي هو أيضاً متواسط بالمناعة.
- إنه حالياً موافَق عليه في الولايات المتحدة الأمريكية من قبل منظمة الغذاء والدواء الأمريكية (FDA) من أجل استخدامه في عمليات زرع الكلى من معطي إنسان، ومن أجل التهاب المفاصل الروماتويدي. الاستخدامات الأخرى غير رسمية.
- يستخدم آزاتيوبرين لمنع رفض طعوم الكلية أو الكبد المغايرة allografts، عادة بالتزامن مع علاجات أخرى تتضمن الستيروئيدات القشرية، وكابحات المناعة، والعلاج الشعلاعي الموضعي. [يبدأ بروتوكول الإدخال إما عند الزرع أو خلال اليومين التاليين].

### التهاب المفاصل الروماتويدي
كون آزاتيوبرين دواء مضاد روماتويدي معدل للمرض (DMARD)، فقد استُخدم لتدبير علامات وأعراض التهاب المفاصل الروماتويدي عند البالغين. قد تُشارَك مضادات الالتهاب غير الستيروئيدية (NSAIDs) والستيروئيدات مع آزاتيوبرين أو يستمر استخدامها (إذا كانت تستخدم مسبقاً)، لكن المشاركة مع أدوية المضادات الروماتويدية المعدلة للمرض (DMARD) غير منصوح بها.

### داء كرون
- استٌخدم آزاتيوبرين في إدارة داء كرون النشط، المعتدل إلى الشديد أو المزمن، للحفاظ على هدوء سريري (غياب فاعلية المرض) عند المرضى المعتمدين على الستيروئيدات القشرية، ولتقديم فائدة عند مرضى داء كرون الناسوري. بداية التأثير بطيئة وقد يتطلب عدة أشهر للوصول إلى الاستجابة السريرية.
- يستخدم آزاتيوبرين بجرعات أقل كعلاج عند الأطفال المصابين بداء كرون المعنّد أو المعتمد على الستيروئيدات القشرية، دون أن يسبب الكثير من التأثيرات الجانبية؛ لكن المخاطر طويلة الأمد ربما لا تزال تفوق الفوائد.
- إن العلاج بالآزاتيوبرين في داء كرون بعد فترة وجيزة من التشخيص ليس أكثر احتمالاً لأن يسبب هدوءاً خالياً من الستيروئيدات القشرية مما يسببه العلاج المعياري أو العلاج الوهمي placebo.

### غير ذلك
- يستخدم آزاتيوبرين أحياناً عند مرضى الذئبة الحمامية الجهازية الذين يحتاجون جرعة صيانة 15 ملغ أو أكثر من بريدنيزولون والذين يعانون من توهجات متكررة. يتم استخدامه كمكمل علاجي في العلاج بالستيروئيدات الفموية للفقاع والوهن العضلي الوبيل، كعامل «مدّخر للستيروئيد» steroid-sparing للتقليل من جرعة الستيروئيدات.
- لقد ظهر أنه فعال جداً للإكزيما والتهاب الجلد التأتبي في الأبحاث، على الرغم من أنه لايُستخدم بشكل شائع. تدرجه جمعية الإكزيما الوطنية البريطانية كخط ثالث للعلاج من أجل الحالات الشديدة إلى المعتدلة من هذه الأمراض الجلدية.
- لقد استُخدم بشكل واسع من أجل علاج التصلب المتعدد حتى النصف الأول من تسعينيات القرن العشرين. أدت المخاوف بشأن زيادة خطر الخباثة السرطانية إلى تقليل الاستخدام، إلا أنه لا يزال يستخدم في المعالجة الصيانية عند المرضى الذين يتعرضون للنكس بشكل متكرر.

## آلية التأثير
آلية العمل يشكل جزيء البورين هيكل اثنين من الأسس الأربعة الموجودة في الحمض النووي الريبي منزوع الأوكسجين (DNA)، الأدينين والغوانين. بالتالي، سيؤدي حصر تركيب البورين إلى إعاقة تركيب الدنا وبالتالي تثبيط تكاثر الخلايا، خاصةً الخلايا النامية بسرعة، دون حدوث طريقة لإنقاذ النكليوتيد («إعادة التصنيع»)، مثل الخلايا اللمفاوية. يتأثر نوعان من اللمفاويات، الخلايا التائية والبائية، بشكل خاص بواسطة تثبيط تركيب البورين. المستقلب الفعال للآزاثيوبرين -ميثيل ثيوإينوزين أحادي الفوسفات (MeTIMP)- هو مثبط لتركيب البورين يعمل عبر حصر ناقلة الأميدوفُسفوريبوزيل، ربما من بين الآخرين.
لقد تم اكتشاف الآليات الإضافية والمتواسطة بالمستقلبات الأخرى وذلك بعد عدة عقود بعد إدخال الدواء، وبشكل رئيسي في أعوام 1990 وأعوام 2000: تم دمج الثيوغوانوزين ثلاثي الفوسفات (TGTP) ضمن الرنا RNA، وذلك لتسوية وظيفته.
كما يتفاعل أيضاً مع البروتين الرابط للـGTP (Rac1)، حاجباً بذلك التنظيم العلوي للبروتين Bcl-xL وبالتالي يقوم بإرسال خلايا تائية مفعّلة ضمن الموت المبرمج (النمط a من موت الخلية المبرمج). يتم بناء الثيوديوكسي غوانوزين (TdGTP) الأقرب ضمن الدنا DNA.
حمض ثيواينوزينك يعوق الخطوات اللاحقة لاصطناع الحمض النووي (الدنا) عن طريق الأنزيمات مثل أدينيلوسكسينات سينثاز وIMP النازعة. وعلاوة على ذلك، فإن الآزاثيوبرين يحجب أثر شلال CD28 مشترك التحفيز costimulation، وهي عملية اللازمة لتنشيط الخلايا T.
تشير بيانات الدراسة على الجسم الحي لمرض التهاب الأمعاء أن المرضى المعالجين بالآزايثوبرين لديهم عدد أكبر من الخلايا وحيدة النواة التي خضعت لموت الخلايا المبرمج من العينة الشاهدة غير المعالجة، مشيرا إلى أن هذه الآلية قد تكون مسؤولة عن الاستجابة في الجسم الحي للدواء في هذا المرض.

## الخصائص الفيزيائية والكيميائية
الآزايثوبرين هو ثيوبورين thiopurine مرتبط بالحلقة المتغايرة الثانية (أحد مشتقات الإيميدازول) عبر ثيوايثر. هو مركب صلب أصفر باهت ذو طعم مر قليلا ونقطة انصهار 238-245 درجة مئوية.
إنه غير قابل للذوبان في الماء وعمليا فقط يذوب في المذيبات المحبة للدهون مثل الكلوروفورم، الايثانول ودي ايثيل ايثر diethylether. يذوب في المحاليل المائية القلوية، حيث يتم إماهته إلى 6 مركابتوبورين.
ويتم تصنيع الآزوثيوبرين من 5 كلورو-1-الميثيل-4-نيترو-1H-إيميدازول و6 مركابتوبورين في سلفوكسيد ثنائي ميثيل (DMSO). إن اصطناع البادئة مع الأميد من ميثيل اثيل وأوكسالات الدي ايثيل، والذي فيما بعد يتحلقن ويخضع للكلورة مع الفوسفور خماسي الكلور، يتم إدخال مجموعة النترو مع النتريك وحمض الكبريتيك.

## الآثار الجانبية
- الغثيان والإقياء أثران جانبيان شائعان، خاصة في بداية المعالجة. تُصادف هذه الحالات عند أخذ آزاتيوبرين بعد الوجبات أو عند الإدخال الوريدي العابر. تتضمن الآثار الجانبية التي قد تكون تفاعلات فرط حساسية الدوار والإسهال والتعب والطفح الجلدي.
- غالباً ما يُلاحَظ فقدان الشعر عند مرضى الزرع الذين يتلقون الدواء، لكن نادراً ما يحدث تحت مؤشرات أخرى. لأن آزاتيوبرين يكبح نقي العظام، يمكن أن يتطور لدى المرضى فقر دم وسيكونون أكثر حساسية للعدوى؛ يُنصح الرصد المنتظم لتعداد الدم أثناء العلاج. يمكن أن يحصل التهاب بنكرياس حاد أيضاً، خاصة عند مرضى داء كرون.
- إن أنزيم تيوبورين S-ميتيل ترانسفيراز (TPMT) مسؤول عن خطوات التفعيل والتعطيل المتغير في آلية عمل آزاتيوبرين، يؤدي تعدد الأشكال الوراثي لـ TPMT إلى مَثيَلة أقل وتفعيل أقل لـ 6MP.
- هذا قد يؤدي إلى كبح نقي عظمي خطير، ويمكن لمعايرة TPMT في كريات الدم الحمراء أو اختبار جين الـ TPMT أن يتفادى هذا الاختلاط. يحدث تعدد شكل TPMT بتكرار حوالي 5%، مما يعني أن 0.3% من المرضى لديهم عيوب في كلا جينَيّ TPMT؛ إنها متماثلة الزيجوت.

تحت قواعد FDA، ككثير من كابحات المناعة الأخرى، إن استخدام هذه الأدوية يستبعد الأهلية للتبرع بالدم.

### السرطان
- يتم تصنيف الآزاتيوبرين كمادة مسرطنة للبشر وذلك في تقرير 12TH للمواد المسرطنة المنجز من قبل برنامج علم السموم الوطني للولايات المتحدة. تؤكد وزارة الصحة والخدمات الإنسانية أنه "من المعروف أنه مادة مسرطنة للإنسان على أساس أدلة كافية على خواصه المسرطنة في الدراسات على البشر.
- منذ أغسطس 2009، قامت إدارة الغذاء والدواء الأمريكية بطلب وضع تحذيرات على الأغلفة فيما يتعلق بزيادة مخاطر الإصابة ببعض أنواع السرطان.

يبدو أن المخاطر التي ينطوي عليها لها علاقة وعلى حد سواء بالمدة والجرعة المستخدمة. الأشخاص الذين سبق وتمت معالجتهم بعامل غير مؤلكل analkylating قد يكون لديهم مخاطر أكبر بحدوث السرطانات إذا تمت معالجتهم بالآزاتيوبرين .
- وقد وفرت دراسات وبائية من قبل الوكالة الدولية لبحوث السرطان (IARC) أدلة «كافية» عن الآثار المسرطنة للآزاتيوبرين في البشر (المجموعة 1)، على الرغم من أن منهجية الدراسات السابقة والآليات الكامنة المحتملة لا تزال مثيرة للتساؤل.
- يمكن للأمراض المختلفة التي تتطلب عمليات زرع أن تكون في حد ذاتها سببا لزيادة مخاطر سرطان الغدد الليمفاوية اللاهودجكين، سرطان الخلية الحرشفية للجلد، سرطان الكبد، والأورام الوسيطة بحيث يمكن أن يضيف الآزاتيوبرين مخاطر إضافية عليها. أولئك الذين يتعالجون بالآزاتيوبرين لالتهاب المفاصل الروماتويدي قد ينطوي علاجهم به على مخاطر أقل من تلك التي يواجهها مرضى الزرع.
- قد تم تسجيل بعض حالات من لمفوما الخلايا T الكبدية الطحالية في المرضى الذين عولجوا بالآزاتيوبرين -وهو نوع نادر من سرطان الغدد الليمفاوية.- حدثت الغالبية العظمية منها في المرضى الذين يعانون من مرض التهاب الامعاء. والمراهقين والذكور البالغين الشباب شكلوا غالبية الحالات. إنها تأتي مع المرض الذي يوصف بأنه شديد العدوانية، مع استثناء واحد، ومع الوفاة الناتجة من سرطان الغدد الليمفاوية. وقد تطلب إدارة الغذاء والدواء تغييرات في العنونة لإعلام المستخدمين والأطباء بهذه القضية.

### سرطان الجلد
- في مرضى الزرع، يكون احتمال الإصابة بسرطان الجلد هو 50 إلى 250 مرة أكثر شيوعا مما هو عليه في باقي الناس، وما بين 60 ٪ إلى 90 ٪ من المرضى تتأثر بعد 20 عامًا من الزرع. وقد تم ربط استخدام الأدوية المثبطة للمناعة بما في ذلك الآزاتيوبرين في زرع الأعضاء إلى زيادة معدلات الإصابة بسرطان الجلد.
- الآزاتيوبرين يسبب تراكم 6 ثيوغوانين (6 TG) في الحمض النووي للمرضى، وهذا قد يؤدي إلى سرطان عندما يتعرض المريض للأشعة فوق البنفسجية في وقت لاحق. تم العثور على أن المرضى الذين يتناولون الآزاتيوبرين يمكن أن تكون لديهم حساسة بشكل غير طبيعي للضوء UVA.

## التفاعلات الدوائية
نظائر البورينات الأخرى مثل الألوبورينول تقوم بتثبيط الكزانتين أوكسيداز، هذا الأنزيم مسؤول عن تدرك الآزاتيوبرين، مما يزيد من سميّة الآزاتيوبرين، وقد ثبت أن الجرعات المنخفضة من الألوبورينول تظهر مأمونية عالية لتحسين فعالية الآزاتيوبرين
وخاصة في مرض التهاب الأمعاء الغير مستجيب.
وهذا لا يزال يؤدي إلى انخفاض تعداد اللمفاويات وارتفاع معدل الإصابات، وبالتالي فإن هذه المركبات تتطلب مراقبة دقيقة.
الآزاتيوبرين يقلل من التأثير المضاد للتخثر للوارفارين وعدم إزالة الاستقطاب -المرخيات العضلية)، لكنه يزيد من تأثير إزالة الاستقطاب لمرخيات العضلات.
أيضاً يمكن أن يتداخل مع النياسين (فيتامين بي3)، يردي إلى حالة واحدة على الأقل من البلاغرا وعدم تنسج النخاع المميتة.
وقد يسبب أيضاً بعوز فيتامين بي 12.

## الجرعة المفرطة
جرعة واحدة كبيرة جيدة التحمل بشكل عام، المريض الذي يأخذ 7.5غ من الآزوثيوبرين (150 مضغوطة) في آن واحد تظهر عليه أعراض منفردة عن الإقياء، انخفاضاً طفيفاً في عدد خلايا الدم البيضاء وتغيرات هامشية في وظائف الكبد، أهم أعراض الجرعة الزائدة عل المدى البعيد هي الالتهابات الغير واضحكة المنشأ، قروح فموية ونزوف عفوية، وكل هذه الأعراض لها عواقب على كبح نخاع العظم.

## الحمل والرضاعة الطبيعية
الآزويتوبرين يمكن أن يسبب تشوهات خلقية.
حيث أظهرت دراسة على تعدادات سكانية عام 2003 في الدنمارك أن استخدام الآزويتوبرين والمركابتوبورين يؤدي إلى سبعة أضعاف من التشوهات الجنينية، فضلاً عن زيادة 20 مرة من خطر الإجهاض
تم الإبلاغ عن عيوب خلقية لدى الطفل الذي كان يتناول والده الأزوتيوبرين.
على الرغم من أن الدراسات المحكمة الكافية للدواء لم تأخذ أي دور لها على البشر، لكن عندما يُعطى الآزاثيوبربين للحيوانات في جرعات معادلة لجرعات الإنسان، لوحظ حدوث الإمساخ.
لا ينبغي لمرضى الزرع الموضوعون حالياً على هذا الدواء إيقاف استخدامه عندما تصبح حاملاً. هذا يتناقض (هذا على عكس) مع استخدام الأدوية المطورة مؤخراً التاكروليموس والميكوفينامات، والتي تعد من مضادات الاستطباب في الحمل.
تقليديا، كما جميع الأدوية السامة للخلايا، تنصح الشركة المصنعة بعدم الإرضاع عند أخذ الآزاثيوبرين. على كل حال، فإن «تصنيف خطر الرضاعة»، تم ذكره من قبل توماس هيل في كتابه «الأدوية وحليب الأمهات» حيث صنف الآزاثيوبرين كـ "L3"، ووصفه بـ «آمن باعتدال»

## الحرائك الدوائية
- يُمتص من الأمعاء حوالي 88 %.
- التوافر الحيوي يختلف بشكل كبير بين المرضى، بين 30 و90%، لأن الدواء يتخرب جزئياً في الكبد.

يصل إلى أعلى تركيز في بلازما الدم بعد 1-2 ساعة، وتعتمد هذه التراكيز البلازمية ليس فقط على الدواء بحد ذاته، وإنما أيضاً على مستقلباته.
- متوسط نصف العمر البلازمي هو 26-80 دقيقة للآزوتيوبرين و3-5 ساعات للمستقلبات الفعالة للدواء.

20 إلى 30 % منه مرتبط مع بروتينات البلازما تدور في مجرى الدم
يعد الآزاثيوبرين طليعة دوائية، مادة ليست دواءً فعالاً بذاتها ولكن يتم تفعيلها في الجسم. يحدث التفعيل بعدة خطوات: أولاً تتحول ببطء وغالباً بشكل كامل إلى 6-ميركابتوبورين (6-MP) عبر التَّشطُّر المُختزِل لإستر الكبريت (-S-).
يتم توسط ذلك عن طريق الجلوتاثيون ومركبات مماثلة في جدار الأمعاء والكبد وعلى خلايا الدم الحمراء، بدون مساعدة من الإنزيمات. يتم استقلاب 6-MP بشكل مماثل للبورينات الطبيعية، وإعطاء ثيوغوانوزين thioguanosine ثلاثي الفوسفات (TGTP) وثلاثي الفوسفات ثيو-ديوكسي غوانيزين (TdGTP) عن طريق ثيو اينوزين أحادي الفوسفات (TIMP) وعدة وسائط أخرى.
على المسار الثاني، يتم مثيلة ذرة الكبريت في 6-MP وTIMP. المنتجات النهائية من عملية استقلاب الآزاثيوبرين هي حمض ثيويوريك (38٪) وبورينات مختلفة تم عليها عملية مثيلة وهدركسلة، والتي تفرز عن طريق البول.